# Peteranec
Peteranec – wieś w Chorwacji, w żupanii kopriwnicko-kriżewczyńskiej, w gminie Peteranec. W 2011 roku liczyła 1431 mieszkańców.